# Weindorf, Šentjurij ob Dolgem jezeru
Weindorf je naselje v Občini Šentjurij ob Dolgem jezeru v Okraju Šentvid ob Glini na Koroškem v Avstriji.